# Abraham J. Williams
Abraham J. Williams (* 26. Februar 1781 im Grant County, Virginia; † 30. Dezember 1839) war ein US-amerikanischer Politiker und von 1825 bis 1826 der dritte Gouverneur des Bundesstaates Missouri. 

## Frühe Jahre
Der im heutigen West Virginia geborene Abraham Williams genoss nur eine bescheidene Schulbildung. Das meiste Wissen eignete er sich selbst an. Nach seinem Umzug in das Missouri-Territorium wurde er als Geschäftsmann tätig. Im Boone County betrieb er ein Tabaklager.

## Politische Laufbahn
Williams, der der Demokratisch-Republikanischen Partei angehörte, war von 1822 bis 1825 Mitglied und Vorsitzender des Senats von Missouri. Am 4. August 1825 verstarb Gouverneur Frederick Bates. Dessen Vizegouverneur Benjamin Harrison Reeves war schon vorher verstorben. Entsprechend der Verfassung musste nun der Präsident des Senats das Amt des Gouverneurs übernehmen. Damit wurde Williams am 4. August 1825 neuer Gouverneur seines Staates. Allerdings verlangte die Verfassung nun Gouverneursneuwahlen. Diese gewann John Miller, der Williams am 20. Januar 1826 als Gouverneur ablöste. In den wenigen Monaten seiner Amtszeit konnte Williams keine besonderen politische Akzente setzen.

## Weiterer Lebenslauf
Nach dem Ende seiner kurzen Amtszeit zog sich Williams aus der Politik zurück. Er widmete sich wieder seinen geschäftlichen Interessen, wozu inzwischen auch die Landwirtschaft gekommen war. Im Jahr 1835 leitete er das Organisationskomitee einer landwirtschaftlichen Ausstellung in Columbia.